# ノルベルト・アロンソ
ノルベルト・アロンソ（Norberto Alonso, 1953年1月4日 - ）は、アルゼンチン・ブエノスアイレス州出身の元サッカー選手、サッカー指導者。アルゼンチン代表であった。選手時代のポジションは攻撃的ミッドフィールダー、フォワード。
キャリアのほとんどをCAリーベル・プレートに捧げ、リーベルファンのアイドルであり、象徴的存在であった。リーベル歴代5位の149得点を挙げ、歴代7位の374試合に出場した。

## 経歴

### クラブ
1953年にブエノスアイレス州・ビセンテ・ロペスに生まれ、貧困層が多いロス・ポルボリネス地区で育った。CAリーベル・プレートの下部組織に加入したが、当時のリーベルは18年間（1957年から1975年）もリーグ優勝から遠ざかる暗黒期を過ごしていた。1970年にトップチームデビューし、1975年にアンヘル・ラブルナ監督が就任すると、チームの支柱として背番号10を身にまとった。ロベルト・ペルフーモやウバルド・フィジョール、アロンソの他にダニエル・パサレラ、カルロス・モレーテ、フアン・ホセ・ロペス、レイナルド・メルロなどがいたリーベルは1975年にメトロポリターノとナシオナルの両ステージで優勝し、1975年から1981年までに7度優勝する黄金期を築いた。1976年にフランス・リーグ・アンのオリンピック・マルセイユに移籍したが、フランスでは成功できず、1977年にリーベルに復帰。リーグ戦ではファーストチーム（アロンソやレオポルド・ルケ）がプレーし、コパ・リベルタドーレスではセカンドチーム（フアン・ラモン・カラスコやラモン・ディアス）がプレーするなど、リーベルは同等の実力を持ったチームを2組作れるほどの選手層を誇った。ナシオナル1981ではファーストチームで起用されることはほとんどなく、アロンソの代わりに若手のカルロス・タピアやホセ・マリア・ビエタが起用されたため、アロンソはしばしばアルフレッド・ディ・ステファノ監督と対立した。最終的にリーベルは優勝したが、アロンソは放出リストに載せられ、1982年にCAベレス・サルスフィエルドに売却された。ベレスではベテランのカルロス・ビアンチなどとプレーし、1984年シーズンに再びリーベルに加入。この頃にはタピア、アレハンドロ・サベージャ、ネストル・ゴロシート、ペドロ・トログリオなど、下部組織から多くの才能あるミッドフィールダーが昇格していたが、アロンソは1985-86シーズンも鍵となる選手であり、クラブ初のコパ・リベルタドーレス優勝やインターコンチネンタルカップ優勝に貢献。1985年は主にエンツォ・フランチェスコリとコンビを組んだ。
アロンソは現役引退までに464試合に出場して166得点を挙げ、エル・モヌメンタルでは長年に渡って「アロー、アロー」(Alooo... Aloooo...)というチャントが歌われた。すべてのクラブのサポーターはアロンソのことをエレガントで有能な選手と認めていたが、自クラブのチャントでリーベルのチャントに対抗した。

### 代表
1978 FIFAワールドカップの際にはセサル・ルイス・メノッティ監督の構想に入っていなかったが、いずれにせよ大会に出場するメンバーに選出された。軍事政権で影響力があったカルロス・ラコステがメノッティ監督に圧力をかけたとも言われている。当時のアルゼンチン代表はアルファベット順で背番号を決定していたため、アロンソ(Alonso)はミッドフィールダーにも関わらず背番号1を付けて大会に臨んだ。メノッティ監督はアロンソにわずかな出場機会しか与えず、代わりにダニエル・バレンシアやマリオ・ケンペスを起用した。アルゼンチンは初優勝を飾り、ケンペスが得点王となった。
1983年に就任したカルロス・ビラルド監督は何回かアロンソを起用したが、結局は若手のディエゴ・マラドーナ、ホルヘ・ブルチャガ、カルロス・タピアなどがアロンソのポジションで起用された。

### 現役引退後
現役引退後には保険代理店を開業した。また、広告上の表看板にはならなかったが、いくつかの商業投資事業の共同出資者となった。しかし、リーベル以外のサッカーファンからの人気は今ひとつであり、1986 FIFAワールドカップ後にアルゼンチン全体のイメージキャラクターとなったディエゴ・マラドーナとは対照的であった。
1989年にはレイナルド・メルロとともにリーベルの共同監督に就任したが、パサレラの監督招聘を公約に掲げたアルフレード・ダビーセ会長が就任したため、アロンソとメルロのコンビはシーズン途中に退任した。

## タイトル
- CAリーベル・プレート

プリメーラ・ディビシオン (7): 1975メトロポリターノ, 1975ナシオナル, 1979メトロポリターノ, 1979ナシオナル, 1980メトロポリターノ, 1981ナシオナル, 1985-86
コパ・リベルタドーレス (1): 1986
インターコンチネンタルカップ (1): 1986
- アルゼンチン代表

FIFAワールドカップ (1): 1978